# Cruz del World Trade Center
La Cruz del World Trade Center (en inglés: World Trade Center cross) también conocida como la cruz de la Zona Cero (Ground Zero cross), es un grupo de vigas de acero que se encuentra en medio de los escombros del World Trade Center después de los atentados del 11 de septiembre de 2001, después de que se produjeron los ataques terroristas en ese lugar, una de las vigas de las ruinas tomaba una forma de cruz, y se asemeja a las proporciones de una cruz cristiana.

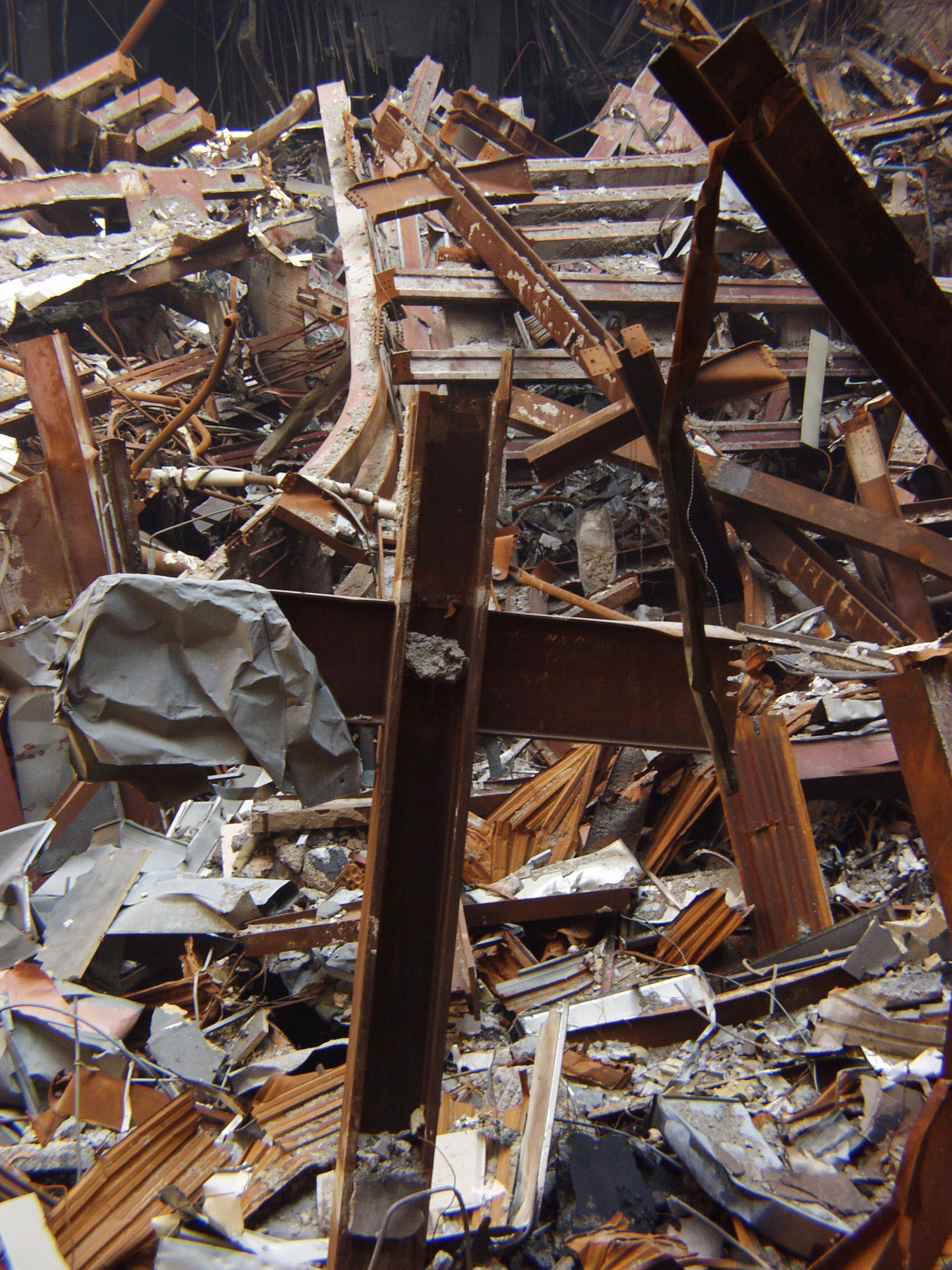
La cruz en los escombros (26/09/2001).

El World Trade Center fue construido con piezas prefabricadas que fueron atornilladas o soldadas entre sí en el lugar.  Este proceso reduce drásticamente el tiempo y los costos de construcción. Utilizando este proceso,  vigas y otros tipos de estructuras transversales fueron creadas y utilizadas en cada uno de los edificios del World Trade Center. Cuando las Torres Gemelas se derrumbaron, cayeron escombros hacia abajo del edificio 6 World Trade Center, y destruyó el interior del mismo. En medio de los escombros WTC6 quedó esta viga transversal intacta, que su descubridor cree salió de la Torre Norte. 
La cruz fue finalmente trasladada a la Iglesia local de San Pedro el 5 de octubre de 2006 y se colocó a un lado de la calle Church del edificio, entre Barclay y Vesey con una placa que dice: «La Cruz en la Zona Cero - establecida el 13 de septiembre 2001. Temporalmente reubicada el 15 de octubre 2006 volverá al Museo WTC, un signo de consuelo para todos».
El 23 de julio de 2011, la cruz fue bendecida por el reverendo Brian Jordan durante una breve ceremonia antes de ser cargada en un camión y se mudó a la zona cero. El monumento ha sido motivo de controversia entre grupos no cristianos y ateos, se ha propuesto su traslado a un Museo.